# Ovieda
- Commons
- Wikispecies

Ovieda L. é um género botânico pertencente à família Iridaceae.

## Espécies
- Ovieda erythrantha
- Ovieda fistulosa
- Lista completa

## Classificação do gênero
| Sistema | Classificação                        | Referência               |
| ------- | ------------------------------------ | ------------------------ |
| Linné   | Classe Didynamia, ordem Angiospermia | Species plantarum (1753) |